# Associazione Calcio Viareggio 1997-1998
Questa pagina raccoglie le informazioni riguardanti l'Associazione Calcio Viareggio nelle competizioni ufficiali della stagione 1997-1998.

## Stagione
È un anno particolare questo perché a circa metà campionato c'è la vendita del club al gruppo Fanciullacci. Rappresentante legale è l'avvocato Gianfrancesco Parenti, che diventa il nuovo presidente.
La squadra si inceppa, non è più brillante e perde diversi incontri. Viene affidata la panchina al nuovo allenatore Mosti. Ma anche lui ha scarsi risultati. Nelle ultime partite della disperazione, sarà di nuovo chiamato Buglio. La situazione è critica.
Il Viareggio arriva 15º e la salvezza passerà dalla formula dei play-out.
I bianconeri sono accoppiati con il Tempio Pausania, squadra sarda, arrivata 16ª, un punto sotto.
Nella partita di andata, 31 maggio 1998, sull'isola, Le Zebre perdono 1-0.
Al ritorno, una settimana dopo, il Viareggio è obbligato a vincere, con qualsiasi risultato, avendo la posizione di classifica migliore.
Una partita, che resterà nella storia, per il susseguirsi di emozioni, dovuta all'alternarsi delle reti tra le due squadre.
La partita terminerà 3-2 per i bianconeri, una sofferta salvezza, ma forse bella per quello.
Da segnalare la perla del secondo gol in semi-rovesciata di Bonuccelli, meritevole dei palcoscenici della serie A.

## Rosa
| N. |                   | Ruolo | Calciatore           |
| -- | ----------------- | ----- | -------------------- |
|    | Italia (bandiera) | D     | Alessio Baldoni      |
|    | Italia (bandiera) | D     | Maurizio Bertocchi   |
|    | Italia (bandiera) | A     | Vitaliano Bonuccelli |
|    | Italia (bandiera) | C     | Fabio Carsetti       |
|    | Italia (bandiera) | D     | Gianluca Catania     |
|    | Italia (bandiera) | C     | Diego Chiappini      |
|    | Italia (bandiera) | P     | Stefano Ciucci       |
|    | Italia (bandiera) | C     | Vincenzo Coppola     |
|    | Italia (bandiera) | C     | Antonino Cosenza     |
|    | Italia (bandiera) | D     | Paolo Doni           |
|    | Italia (bandiera) | C     | Oscar Erriu          |
|    | Italia (bandiera) | D     | Andrea Gazzoli       |
|    | Italia (bandiera) | C     | Davide Lippi         |

| N. |                   | Ruolo | Calciatore           |
| -- | ----------------- | ----- | -------------------- |
|    | Italia (bandiera) | C     | Stefano Manfrin      |
|    | Italia (bandiera) | C     | Nicola Mariniello    |
|    | Italia (bandiera) | C     | Alessandro Menicucci |
|    | Italia (bandiera) | C     | Marco Pannacci       |
|    | Italia (bandiera) | A     | Tommaso Porfido      |
|    | Italia (bandiera) | A     | Marco Prunecchi      |
|    | Italia (bandiera) | C     | Alberto Reccolani    |
|    | Italia (bandiera) | C     | Carlo Rubinacci      |
|    | Italia (bandiera) | D     | Marco Sereni         |
|    | Italia (bandiera) | A     | Pietro Somma         |
|    | Italia (bandiera) | D     | Giammario Specchia   |
|    | Italia (bandiera) | C     | Luca Ulivi           |

## Play-out

### Spareggio Ritorno
| Viareggio 7 giugno 1998, ore 16:00 CEST                                                                                         | Viareggio  | 3 – 2                      | Tempio | Stadio Torquato Bresciani |
| \| \| \| \| \| 55’ Carsetti 60’ Bonuccelli 80’ Doni \| Marcatori \| 14’ Varchetta 75’ Burrotzu \| \| Buglio \| Allenatori \| \| |            |                            |        |                           |
| |            |                            |        |                           |
| 55’ Carsetti 60’ Bonuccelli 80’ Doni                                                                                            | Marcatori  | 14’ Varchetta 75’ Burrotzu |        |                           |
| Buglio | Allenatori |                            |        |                           |